# Il ritorno di Don Calandrino
Il ritorno di Don Calandrino (título original en italiano; en español, El regreso de don Calandrino) es una ópera en dos actos con música de Domenico Cimarosa y libreto en italiano de Giuseppe Petrosellini. Se estrenó en el Teatro Valle de Roma en el carnaval de 1778. El año 1783 se representó en Livorno con el nombre de Armidoro e Laurina.
Esta ópera se representa poco; en las estadísticas de Operabase aparece con solo 5 representaciones en el período 2005-2010. Se representó el año 2007 en el Festival de Pentecostés en Salzburgo, en el Teatro Pérez Galdós de Las Palmas de Gran Canaria, en el Teatro Alighieri de Rávena, en el Teatro Verdi de Pisa y en el Teatro Municipale de Piacenza dirigida por Riccardo Muti.